# 이정덕
이정덕(李鼎德)은 조선 후기의 학자이다. 본관은 여강(驪江)이며 경주부 출신이다.

## 생애
조선 후기의 문신으로 자는 상여(象汝)이다. 회재 이언적의 후손으로 경주부에서 출생했다. 아버지는 이헌도(李憲燾)이며 어머니는 이수시(李秀時)의 딸이다. 어려서부터 기국이 뛰어나고 총명하였으며 힘써 공부를 했다. 소과 특별시에 급제한 후 정조 7년 식년문과에 을과로 급제하였다. 세자시강원(世子侍講院)과 홍문관(弘文館) 등을 거쳐 대사간(大司諫), 예조참의(禮曹參議) 등을 역임했다. 명현의 후예로 경연에 입시하였으며, 임금이 매우 칭상(稱賞)하면서 내구마(內廐馬)와 여러 책을 하사하였다. 임금에게 글을 올려 성학(聖學)에 힘쓰게 하였고, 외직으로 나가서는 백성을 잘 다스려 치적을 쌓았다. 아들이 없어 진사(進士) 이정엄(李鼎儼)의 차자인 생원(生員) 이기상(李耆祥)을 계자로 들였다. 아들 이기상 역시 문장과 행실로 중망을 받았다.

## 가족
- 고조(高祖)
  - 이학(李㰒)
- 증조(曾祖)
  - 생원(生員) 영릉침랑(英陵寢郞) 이덕록(李德祿)
- 조부(祖父)
  - 이술중(李述中)
- 선고(先考)
  - 진사(進士) 이헌도(李憲燾)

## 참고 문헌
- 국조방목(國朝榜目), 경주읍지(慶州邑誌), 여주이씨족보(驪州李氏族譜).